# Klin
Klin je zaoštreno ili zašiljeno tijelo u obliku trokutaste prizme, najčešće od čelika. Služi za uvećavanje primijenjene sile i promjenu smjera njezina djelovanja. Tijelo u koje se klin zasijeca pritišće okomito na njegove stranice. Sila Q može se svladati manjom silom P iznosa:
{\displaystyle P=Q\cdot {tg}\alpha }
ako je kut između glavnih dviju ploha α < 45°. Upotrebljava se najčešće za kalanje, rezanje i podizanje.
Klin je jedan od šest jednostavnih strojeva. Klin je u biti mala kosina, odnosno par malih kosina spojen licem na lice. Upotrebljava se da bi odvojio dvije cjeline ili dva dijela jedne cjeline, da bi se podigao neki dio ili da bi se neki dio držalo na mjestu. To je omogućeno djelovanjem sile na njegov deblji kraj, koju princip kosine pretvara u silu okomitu na uklinjene plohe. Mehanička svojstva klina ovise o njegovom obliku, odnosno o omjeru duljine i povećanja debljine klina. Što se debljina brže povećava, kut klina će biti veći i obavljeni rad će biti brži, ali će zahtijevati veću silu. S manjim povećanjem kuta klina rad će se sporije obavljati, ali će potrebna sila biti manja.
Klin je dakle prizmatično tijelo čiji presjek može biti pravokutan ili istokračan trokut. Ako mu je presjek pravokutan trokut, klin je jednostran; ako mu je presjek istokračan trokut, klin je dvostran. Najobičniji primjer dvostranog klina je oštrica sjekire.

## Povijest
Kada i gdje je izumljen i napravljen prvi klin nije poznato. Zna se samo da se klin koristi još od kamenog doba. Oko 3000 pr. Kr. u starom Egiptu, upotrebljavani su brončani klinovi u kamenolomima da bi odvojili blokove kamena za izgradnju. Pored brončanih klinova upotrebljavali su se i drveni klinovi, koji su se širili nakon vlaženja vodom. U Americi neka plemena Indijanaca su upotrebljavala klinove od jelenje kosti pri obradi drva.

## Upotreba danas
Klin danas ima vrlo široku upotrebu, primjeri su sjekira, klinovi za odvajanje, dlijeto i drugo.
Upotrebljavaju se u kućama pri namještanju namještaja, pridržavanju vrata i drugo.
Čavao je još jedan primjer djelovanja klina: vrh svakog čavla ima oblik klina i omogućava da se čavao uz upotrebu sile zabije u drvo. Višestruka uporaba klina je vidljiva najolje na sjekiri. Sama sjekira je i sama klin, a na drvenu ručku je spojena silama koje izazivaju klinovi koji su zabijeni u drvo i tako su raširili dršku sjekire.

### Klin kao strojni dio
Klin kao strojni dio služi za povezivanje dvaju dijelova stroja rastavljivom vezom, a namijenjen je prijenosu snage i okretnoga momenta, te se koristi za niske i srednje brzine vrtnje. Klinom se najčešće s vratilima povezuju zupčanici, remenice, lančanici i kotači, a ostvareni spojevi nazivaju se veze s glavinama. Oblik klina obično je prizmatičan ili valjkast, čemu odgovara utor u dijelovima koje spaja, a prema položaju u odnosu na njihove osi klin može biti uzdužni i poprečni.

#### Uzdužni klin
Uzdužni klin umeće se u utor paralelan s osi strojnih dijelova u spoju, nagiba je 1:100, nije napregnut na odrez, a spoj njime daje vrlo čvrstu vezu. Postoje različite izvedbe takva klina, među kojima se razlikuje: 
- utjerni klin, koji se nabija u utor udarcem čekića,
- uložni klin, koji se ulaže u utor kojemu oblik točno odgovara obliku klina,
- klin s nosom, kojemu je oblik prilagođen lakšem umetanju,
- plosnati klin, koji opterećenje prenosi samo dvjema stranama, a ne i bokovima,
- segmentni klin, koji ponajprije služi za uzdužno vođenje i prenošenje manjih, ali ravnomjernih okretnih momenata, a prednost mu je što je samoudesiv,
- tangencijalni klin, nagiba 1:60 do 1:100, koji se rabi za prijenos velikih okretnih momenata promjenljiva smjera, pogodan je za prijenos udarnog opterećenja, a uvijek se upotrebljava u paru.

#### Poprečni klin
Poprečni klin je nagiba 1:10 do 1:25, postavlja se okomito na osi dijelova koje spaja. Opterećen je na odrez, a služi za aksijalno spajanje strojnih dijelova koji se gibaju ravnocrtno. U spojevima gdje se javlja potreba za češćim rastavljanjem, klin se izvodi s većim nagibom, što narušava samokočnost pa je potrebno posebno osiguranje od njegova ispadanja. 

## Unutarnje poveznice
- Osovina
- Koloturnik
- Kosina
- Vijak
- Poluga
- Jednostavni stroj

## Vanjske poveznice
|  | Zajednički poslužitelj ima još gradiva o temi Klin |